# 오석주
오석주(吳錫柱, 1888년 12월 11일 고흥 ~ 1952년 6월 1일)는 대한민국의 정치인이다.

## 약력
- 평양신학교를 졸업하였다.
- 1948년 5월 10일 : 제헌 국회의원(전남 고흥갑)

## 역대 선거 결과
|  | 51.98% |

|  | 15.42% |

## 참고자료
- 《대한민국 의정총람》, 국회의원총람발간위원회, 1994년
- 오석주 - 대한민국헌정회